# Грабар
Граба́р (арм. Գրաբար, буквально «письменный» ), или классический армянский язык, или древнеармянский язык — наиболее древняя из сохранившихся в письменных источниках форма армянского языка.

## Исторический очерк
Согласно КЛЭ, грабар как таковой сложился уже во II веке до н. э., в период образования Великой Армении.
Первые памятники относятся к V веку, когда и возникла армянская письменность, созданная армянским просветителем Маштоцем в 405 или 406 году. В V веке древнеармянский литературный язык был, по-видимому, полностью нормализован. Наряду со среднеармянским языком использовался в качестве литературного языка вплоть до начала XIX века, когда Хачатур Абовян впервые написал литературное произведение на современном ему разговорном языке, названном ашхарабар (буквально «светский»). Ещё в начале XX века грабар преподавался в школах, что являлось хорошим объединяющим фактором в условиях существования многочисленных сильно отличающихся друг от друга диалектов армянского языка. В качестве богослужебного языка грабар используется по сей день как в Армянской апостольской церкви, так и в Армянской католической церкви.
Помимо большого количества оригинальных литературных памятников, на классическом древнеармянском сохранились многие сочинения античных авторов, оригиналы которых утеряны.
Постепенно перестал быть разговорным языком начиная с VII века, вымер к XI столетию.

## Комментарии
1. ↑  Встречаются ошибочные толкования слова «գրաբար» как «письменное слово», однако «слово» в армянском имеет иное написание: «բառ»; «-բար» же здесь — суффикс (см. статью из wiktionary).